# 夜のカフェ
『夜のカフェ』（よるのカフェ）は、1888年9月にフィンセント・ファン・ゴッホによって描かれた絵画。油彩。
アルルのラマルチーヌ広場にあったカフェ・ド・ラ・ガール（Café de la Gare）を描いたものである。ゴッホはこのカフェと同じ建物に住んでいた。
このカフェをモデルとしてゴーギャンも絵を描いている。
カフェの経営者であったジョセフ・ミシェル（Joseph-Michel Ginoux）の夫人であったマリー（Marie）は、アルルの女 (ジヌー夫人)のモデルとなっている。
アメリカ・コネチカット州・イェール大学美術館蔵。